# Le Ménestrel de la reine Anne
Pour les articles homonymes, voir Ménestrel (homonymie).
Le Ménestrel de la reine Anne est un film muet français réalisé par Louis Feuillade et sorti en 1913.

## Fiche technique
- Titre : Le Ménestrel de la reine Anne
- Réalisation : Louis Feuillade
- Société de production :  Société des Etablissements L. Gaumont
- Format : Noir et blanc — 35 mm — 1,33:1 — film muet
- Métrage : 300 m
- Date de sortie : 
  - France : juin 1913

## Distribution
- Jean Aymé
- André Luguet